# Estrildis
Estrildis est une princesse légendaire de la Matière de Bretagne, maitresse de Locrinus, souverain du Royaume de l'île de Bretagne. Elle apparaît dans l’Historia regum Britanniae (vers 1135) de Geoffroy de Monmouth.

## Locrinus
Locrinus est le fils ainé du roi Brutus de Bretagne, le fondateur du royaume de Bretagne. À la mort de son père, le royaume est partagé en trois parties : Locrinus reçoit le centre de l’île à qui il donne le nom de « Loegrie », Kamber reçoit la « Cambrie » (actuel pays de Galles) et lui donne son nom, Albanactus hérite de la région du nord et l’appelle « Albanie » (Écosse).
Humber, le roi des Huns attaque l’Albanie et tue le roi. Locrinus s’allie à son frère Kamber, leur mouvement provoque la fuite de Humber qui se noie en traversant une rivière. Lors du partage du butin, Locrinus découvre, sur les navires ennemis, trois superbes jeunes filles dont l’une, Estrildis, est la fille du roi de Germanie, qui avait été enlevée par Humber. Selon Geoffroy de Monmouth, c’est la plus belle femme de son époque et Locrinus tombe amoureux.

## Guendoloena
Locrinus veut épouser Estrildis, mais il est fiancé à Guendoloena, fille de Corineus, roi de Cornouailles et ancien compagnon d’arme de son père. Celui-ci le contraint à épouser sa fille, sous peine de mort.
Il fait creuser un souterrain sous Trinovantum (Londres) où il enferme Estrildis et la retrouve en secret, prétextant des sacrifices aux dieux. Cette relation dure sept ans, au bout desquels nait une fille nommée Habren. À la mort de Corineus, Locrinus répudie Guendoloena, qui a donné naissance à un fils, Maddan, et Estrildis devient reine. Guendoloena, qui s’est réfugiée en Cornouailles, lève une armée et revient attaquer Locrinus, qui meurt dans la bataille près du fleuve Stour. Victorieuse, Guendoloena devient maitresse du royaume et ordonne qu’Estrildis et Habren soient jetées dans une rivière, appelée Habren au pays de Galles, qui est la rivière Severn en anglais.

## Source
- Geoffroy de Monmouth, Histoire des rois de Bretagne, traduit et commenté par Laurence Mathey-Maille, Les Belles lettres, coll. « La Roue à livres », Paris, 2004,  (ISBN 2-251-33917-5).